# Trustar
Trustar ltée était la société éditrice originale du magazine 7 jours au Québec. Elle a été fondée en 1989 par Claude J. Charron. Elle est acquise en 2000 par le groupe TVA et devient TVA Publications. Sa maison d'édition, Les Éditions 7 Jours, sur lequel est publié les biographies de Rita Lafontaine et Mario Pelchat, entre autres, est devenue respectivement Les Éditions TVA (2000-2003) et Les Éditions Publistar (2001-aujourd'hui).